# 7 Things
«7 Things» — песня американской певицы и актрисы Майли Сайрус. Сначала, 17 июня 2008 года, вышла отдельным синглом.
Это был лид-сингл со вскоре появившегося на прилавках альбома Майли Сайрус Breakout — её первого студийного альбома, не имевшего отношения к Ханне Монтане (то есть к сыгранной Майли роли в одноимённом диснеевском сериале).
В США песня достигла 9 места (в чарте Billboard Hot 100), в Великобритании 25-го (в сингловом чарте UK Singles Chart).

## Сюжет
В припеве песни Майли перечисляет 7 вещей, которые она ненавидит в своём бывшем бойфренде (его характере, его манере вести себя и т. д.)

## История
Майли Сайрус рассказывала MTV News, что изначально первым синглом с альбома Breakout планировалось выпустить песню «Fly on the Wall», а не «7 Things», как это в итоге было сделано:
Изначально это (прим.: «Fly on the Wall») должен был быть первый сингл. Но я подумала, что вместо него «7 Thngs» будет лучшим первым представлением всего этого моего альбома аудитории. «Fly on the Wall» очень прилипчивая и под неё весело танцевать. Это одна из моих любимых песен на этом альбоме.

## Издания
| Регион   | Дата             | Формат   |
| -------- | ---------------- | -------- |
| Германия | 12 сентября 2008 | CD-сингл |

## Чарты
| Чарт (2008)                        | Наив. поз. |
| ---------------------------------- | ---------- |
| Australian Singles Chart           | 10         |
| Austrian Singles Chart             | 14         |
| Belgian Singles Chart (Flanders)   | 22         |
| Belgian Singles Chart (Wallonia)   | 22         |
| Canadian Hot 100                   | 13         |
| Czech Airplay Singles Chart        | 11         |
| Dutch Mega Single Top 100          | 80         |
| Eurochart Hot 100 Singles          | 44         |
| German Singles Chart               | 17         |
| Irish Singles Chart                | 26         |
| Japan Hot 100                      | 8          |
| New Zealand Singles Chart          | 24         |
| Norwegian Singles Chart            | 8          |
| Slovakian Airplay Singles Chart    | 25         |
| Swiss Singles Chart                | 35         |
| UK Singles Chart                   | 25         |
| U.S. Billboard Hot 100             | 9          |
| U.S. Billboard Pop Songs           | 19         |
| Venezuela Pop Rock (Record Report) | 3          |

| Чарт (2008—09)           | Наив. поз. |
| ------------------------ | ---------- |
| Australian Singles Chart | 54         |
| Austrian Singles Chart   | 57         |
| Canadian Hot 100         | 73         |
| European Hot 100         | 57         |
| German Singles Chart     | 62         |
| Irish Singles Chart      | 23         |
| UK Singles Chart         | 16         |
| US Billboard Hot 100     | 9          |

| Чарт (2008)              | Поз. |
| ------------------------ | ---- |
| Australian Singles Chart | 50   |
| Canadian Hot 100         | 86   |
| UK Singles Chart         | 170  |
| U.S. Billboard Hot 100   | 92   |